# Алис Шепард
Алис Шепард је кореографкиња и плесачица са инвалидитетом из Велике Британије. Каријеру је започела као професорка, али је касније постала заинтересована за плес. Постала је чланица групе AXIS Dance Company и пошла на турнеју са њом. Такође је основала уметничку коалицију Kinetic Light (Кинетичка светлост) коју води заједно са плесачицом Лорел Лосон и аудио-видео уметником Мајклом Магом Архивирано на веб-сајту  (8. септембар 2020).
Алис Шепард је докторирала средњовековне студије на Корнволском универзитету. Радила је као ванредни професор енглеског језика и компаративне књижевности на Државном универзитету у Пенсилванији. Од 2004. године, након конференције о студијама инвалидитета, прихватила је изазов плесача са инвалидитетом, Хомера Авиле, да почне да се бави плесом. На конференцији је том приликом упознала и Сими Линтон, креаторке и режисерке филма Invitation to Dance („Позив на игру”), где се њен лични поглед на инвалидитет прожима кроз доживљаје других, укључујући и Алис Шепард чија фотографија краси омот филма. Према другом режисеру овог филма, Кристијана фон Типелскирха: „Алис Шепард је централна фигура овог филма.  Невероватно је талентована, енергична плесачица било на бини, или на журки.” Прве часове плеса је Алис Шепард стекла уз Кити Лун. Наставила је часове плеса уз AXIS Dance Company, постала млађа плесачица 2006, а део групе је од 2007.
Од тада је била на турнеји по Великој Британији, и предавала у име групе у оквиру програма образовања. Од 2012. постала је независна плесачица и од тада ради са компанијама у Британији и Сједињеним Америчким Државама.
Алис Шепард је из мешовите породице британских црнаца. Преферира да не говори у јавности о типу свог инвалидитета.

## Каријера
Током 2014. Шепард је сарађивала са GDance и Ballet Cymru на стварању представе Stuck in the Mud „Заглављени у блату”. Представа је осмишљена као шеталиште - интерактивна представа где су извођачи водили публику кроз обилазак локације.  Такође је наступала са Full Radius Dance током 2014. и 2015. године.
Године 2017. сарађивала је са компанијом Marc Brew Company на стварању BREWBAND-а, перформанса који је комбиновао живу рок музику са живим плесом. Емисија „брише границе између музичара и плесача и изазива перцепцију публике о томе шта је наступ уживо“.
Током 2017. године њена плесна компанија Kinetic Light креирала је дело под називом Descent („Силазак”). Изведен на архитектонској инсталацији на рампи, овај перформанс интерпретира причу о Андромеди и Венери, овога пута замишљеним као две међурасне љубавнице. Алис Шепард и Лорел Лосон изводе перформанс „Силазак” у инвалидским колицима.
Такође, 2017. године је Алис Шепард постала једна од две добитнице потпуно подржаних продукцијских повластица захваљујући компанији Gibney Dance. Награда је омогућила ресурсе за развој и постављање нових дела.
У фебруару 2018. Алис Шепард је пресекла врпцу на отварању додатних 930 m2 простора у Плесном центру Гибни. Такође је говорила на њујоршком Плесном Симпозијуму 2018. године на панелу о ширењу поља плеса са инвалидитетом у Њујорку.
У јулу 2018. године красила је насловницу часописа Dance Magazine, заслужног за „померање разговора даље од губитка и недаћа.“ Алис Шепард се појављује недавно у фебруару 2019. у чланку „Њујорк Тајмса” I Dance Because I Can (Плешем јер могу).
У јануару 2019. Алис Шепард је била једна од 58 уметника којима је додељена награда „Креативни капитал” Creative Capital.

## Стил покрета и кореографија
У плесу она користи инвалидска колица као продужетак свог тела. Она такође користи штаке у својим перформансима. Од 2016. године укључила је употребу рампи, коју су изградили студенти инжењерства на колеџу Олин. Испод је списак дела у кореографији Алис Шепард.
| List of Works                | Date |
| ---------------------------- | ---- |
| Doors                        | 2013 |
| I Belong to You              | 2014 |
| So, I Will Wait              | 2015 |
| Succumb                      | 2016 |
| Re-Membering a World to Come | 2016 |
| Trusting If/Believing When   | 2017 |
| Where Good Souls Fear        | 2017 |
| Descent                      | 2017 |

## Награде
- Награда Вин Њухаус (2015)[24]
- Њујоршки фонд инвалидског плеса (2017)[25]
- Creative Capital Foundation's MAP FUND (2017)[26]
- New England Foundation for the Arts [NEFA]: The NDP Production grant (2017)[27]
- Dance Magazine's Reader's Choice Award: Most Moving Performance (2018)[28]
- United States Artists Fellowship (2019)[29]
- Creative Capital Award (2019)[30]

## Публикације
- "Orosius, Old English translation of," in Michael Lapidge, ed., The Blackwell Encyclopaedia of Anglo-Saxon England. Oxford: Basil Blackwell, (1998), pp. 346–347.
- Of This Is a King's Body Made: Lordship and Succession in Lawman's Arthur and Leir (2000)[31]
- "The King's Family: Securing the Kingdom in Asser's Vita Alfredi," Philological Quarterly 80 (2001): pp. 409–439.
- "Noble Counsel No-Counsel: Advising Ethelred the Unready," in Via Crucis: Essays on Sources and Ideas in Memory of J. E. Cross, edited by Thomas N. Hall, Thomas D. Hill, and C. D. Wright. Morgantown: West Virginia University Press, (2002), pp. 393–422.
- "Love Rewritten: Patronizing Meaning and Authorizing History in the Prologue to La3amon's [Layamon's] Brut," Mediaevalia 23 (2002): pp. 99–121.
- Families of the King: Writing Identity in the Anglo-Saxon Chronicle (2004)[32]
- "After Words," PMLA, 120 (2005): pp. 647–641.
- "A Word to the Wise: Thinking and Wisdom in the Old English Wanderer," in Source of Wisdom: Studies in Old English and Insular Latin in Honour of Thomas D. Hill. Charles D. Wright, Frederick M. Biggs, and Thomas N. Hall, eds. University of Toronto Press, (2007). pp. 647–641.

## Академске презентације
- "Black Booty" at Spelman College (2010)
- "Showing Spine" at Barnard College (2012)
- "Embodied Virtuosity: Dances from Disability Culture" at Emory University (2014).[33]
- "Practicing Dance: Backstage with a Disabled Dancer" at Arkansas State University and SUNY Geneseo (2014)[34]
- "The Second Annual Longmore Lecture" at San Francisco State University (2015)
- "Trained to Kill: Disability, Race and Dance" at University of Alberta and Georgetown University (2016)
- "Adaptive Gear, Art, Aesthetics" at Olin College (2016)
- "Disability Across Disciplines Symposium" at University of Virginia (2016)
- "Overturning Expectations: Dance and Disability" at 92Y (2017)[35]

## Беседништво
- "Does Disability Need Fixing?" at HUBweek (2018)[36]